# Spathomeles bonthainicus
Spathomeles bonthainicus là một loài bọ cánh cứng trong họ Endomychidae. Loài này được Heller miêu tả khoa học năm 1898.